# Le chemin du destin
Le chemin du destin (Un camino hacia el destino) est une telenovela mexicaine diffusée entre le 25 janvier 2016 et le 17 juillet 2016 sur Canal de las Estrellas. Elle est diffusée sur Novelas TV entre le 18 octobre 2016 et le 11 avril 2017.

## Synopsis
Don Fernando Altamirano est veuf avec deux filles : Mariana et Amélia. Son jardinier, Pedro Perez, aime secrètement Amélia. Cependant, elle est amoureuse de Luis Montero, un étudiant en droit de qui elle tombe enceinte. Lorsque celui-ci apprend sa grossesse, il la rejette et part se marier avec Marissa, une veuve millionnaire et mère de Carlos Gomez. À la suite d'un malentendu, Don Fernando croit que l’enfant qu'attend Amélia est celui de Pedro et il les chasse de chez lui. Malgré l’amour que Pedro ressent pour Amélia, il garde le silence. Il se marie avec elle et assume la paternité du bébé que plus tard Amélia baptisera Luisa Fernanda. Les années passent et Luisa Fernanda est sur le point de finir ses études. Elle a deux passions dans la vie : jouer du violon et le jardinage.
Le mariage de Marissa et de Luis arrive rapidement bien qu’elle doive aller en Espagne pour affaires. Elle termine de lui payer ses études en Espagne.
Marissa a un fils, Carlos Gómez Ruíz, qui, malgré son jeune âge, ne se laisse pas berner. Il a toujours su que Luis Montero était un profiteur et qu’il s’est marié avec Marissa que pour son argent. La relation entre Luis et Carlos est très tendue. Une rencontre inattendue, provoquée par le destin va se produire lorsque Luis Montero va renverser en voiture Luisa Fernanda. Luis Montero l’emmène à l’hôpital où travaille Carlos.
Luisa Fernanda décide de poursuivre Luis en justice pour être indemnisée. Luis perd le procès et se voit obligé de dédommager Luisa Fernanda. À partir de ce moment-là, Luis rendra la vie impossible à Luisa Fernanda, sans savoir qu'elle est sa fille biologique.
Une belle histoire d’amour va naître entre Carlos et Luisa Fernanda mais l’ex-amie de Carlos va s’interposer entre eux et essayer de les séparer. Carlos par dépit, prendra des décisions hâtives qu'il regrettera plus tard.
De son côté, Luisa Fernanda ne se reposera pas avant d'avoir trouvé sa place et de vivre son amour avec Carlos...

## Distribution complète
- Paulina Goto : Luisa Fernanda Pérez
- Horacio Pancheri : Dr. Carlos Gómez
- Eugenia Cauduro : Doña Marissa Gómez
- René Strickler : Don Luis Montero
- Jorge Aravena  : Don Pedro Pérez
- Lisette Morelos : Amelia
- Ana Patricia Rojo : Mariana
- Aranza Carreiro : Camila
- Patricia Reyes Spíndola : Blanca
- Candela Márquez : Isabela
- Manuel Landeta : Hernán
- Agustín Arana : Lic. Ordóñez
- Gustavo Rojo : Don Fernando
- Rebeca Manríquez : Mère Rosaura
- Sheyla  : Sœur Sonrisa
- María Morena : Sœur Migdalia
- Bárbara López : Lucero
- Dilery : Clarita
- Rocio Banquells : Lupe
- Alejandro Peniche : Felipe
- Brandon Peniche : Javier
- Arturo Carmona : Diego
- Rogerio Téllez : Paco
- Yuliana Peniche : Andrea
- Arena Ibarra : Adelina
- Vanya Aguayo : Carolina
- Eduardo Carabajal : Docteur
- Alejandro Ruiz : Solórzano
- Arcelia Ramírez : Maribel
- Harry Geithner : Leopoldo
- Andres Pardave : José
- Ianis Guerrero : César
- Aurora Clavel : Rosario
- Samadhi Zendejas : Nadia
- Claudia Martín : Vicky
- Rubí Cardozo : Alicia
- Alejandro Bada
- Ricardo Guerra : Inspecteur Medina
- Naydelin Navarrete
- Adriana Williams
- Constanza Mirko : Virginia
- Gerardo Murguía : Teo
- Arturo Muñoz
- Francisco Avendaño : Docteur
- Pilar Pellicer : Directrice
- Javier Ponce : Vladimir
- Arturo Farfán : Apolinar
- Isadora González : Thelma
- Rafael Amador : Juez
- María Prado : Directrice
- Celeste Galván : Esther
- Toño Infante
- Jorge Ortín
- Antonio Zamudio : Joven
- Suzanne Aguilera
- Carlos Bonavides : Paco
- Rudy Casanova
- Luis Antonio Cortés : El Naco
- Jesús Daniel
- Adolfo de la Fuente
- Alan Del Castillo : Oficial
- Rafael del Villar : Docteur
- Ainhoa García Forcada : Pilar Zamora
- Harding Junior
- Esteban Maggio
- Alejandro Muela
- Fernando Sanchez : Guardiola
- Gerardo Santínez
- Rafael Serdán : Mesero
- Juan Verduzco : Licenciado

## Diffusion internationale
- Canal de las Estrellas (2016)
- Novelas TV (2017)
- Antilles Télévision (2017)

## Autres versions
- La hija del jardinero (TV Azteca, 2003-2004)